# Vitanovac (miasto Kruševac)
Vitanovac (cyr. Витановац) – wieś w Serbii, w okręgu rasińskim, w mieście Kruševac. W 2011 roku liczyła 602 mieszkańców.